# Piciorong
Himantopus himantopus este o specie de pasăre limicolă din familia Recurvirostridae⁠(d), cunoscută sub numele comun de burdigală sau chiriac-de-lac. Această pasăre este răspândită în Europa, Asia, Africa și Oceania, fiind prezentă și în unele părți ale Americii de Nord și de Sud.
Burdigala este o pasăre cu picioare foarte lungi, adaptată pentru a trăi în zone cu apă puțin adâncă, cum ar fi mlaștinile, bălțile și lacurile. Are un cioc lung și subțire, adaptat pentru a prinde insecte, crustacee și alte mici nevertebrate din apă sau de pe solul mlaștinilor.
Această pasăre este migratoare, iarna migrând spre sud, în Africa și Asia de Sud, unde găsește condiții mai favorabile pentru hrănire. În timpul sezonului de reproducere, burdigala construiește cuiburi din ierburi și trestie în zonele umede și își depune ouăle într-un cuib de aproximativ 3-4 ouă.
Burdigala este o specie de pasăre protejată, în special în Europa, deoarece a fost amenințată de dispariție din cauza pierderii habitatului natural și a vânătorii. Prin urmare, este important să fim atenți și să protejăm mediul natural, astfel încât această specie de pasăre să poată supraviețui și în viitor.